# Deudorix indrasari
Deudorix indrasari är en fjärilsart som beskrevs av Pieter Cornelius Tobias Snellen 1878. Deudorix indrasari ingår i släktet Deudorix och familjen juvelvingar. Inga underarter finns listade i Catalogue of Life.